# Antoine de Boësset
Antoine de Boësset (auch: Sieur de Villedieu, * zwischen 1585 und 1587 in Blois; † 8. Dezember 1643 in Paris) war ein französischer Hof-Komponist.

## Leben
Der Schwiegersohn des Komponisten Pierre Guédron, erhielt 1613 den Posten des Maître de musique de la chambre du roi und 1617 den des Maître de musique de la reine, 1620 den eines Kammersekretärs de Königs, 1623 den des Surintendant de la musique de la chambre du roi. 1634 wurde er Berater und Maître d'hôtel ordinaire du roi. Die wichtigsten Ämter konnte er bis zu seinem Tode ausüben.
De Boësset ist bekannt als einer der Komponisten von Air de Cour, die 1608 mit Werken anderer Komponisten in einer Sammlung veröffentlicht wurden. 200 vier bis fünfstimmige airs erschienen in neun Bänden, die mit einer Lautentabulatur versehen waren. In seiner Funktion bei Hofe schuf er mehr als 20 Ballettmusiken. Die kirchlichen Werke, die ihm lange zugeschrieben wurden, scheinen auf seinen Sohn Jean-Baptiste de Boësset zurückzugehen.
Marin Mersenne hielt ihn für einen der besten Meister der Verzierung und empfahl seine Nachahmung. In seiner 1630 erschienenen siebten Liedersammlung verwendete er erstmals in Frankreich den Begriff Basso continuo. Ungewöhnlich für das 17. Jahrhundert, veröffentlichte der Verleger Ballard 1689, 46 Jahre nach Boëssets Tod, eine Sammlung mit polyphonen Arien (Airs polyphoniques).

## Werke (Auswahl)
- Neun Livres d’airs de cour zu 4 und 5 Stimmen (1617–1642; Neuauflage 1689)
- Zahlreiche Airs de cour für Singstimme und Laute (veröffentlicht durch Ballard, Paris)
- Mehrere Ballettmusiken (entstanden zwischen 1614 und 1639)